# 山手橋 (広島市)

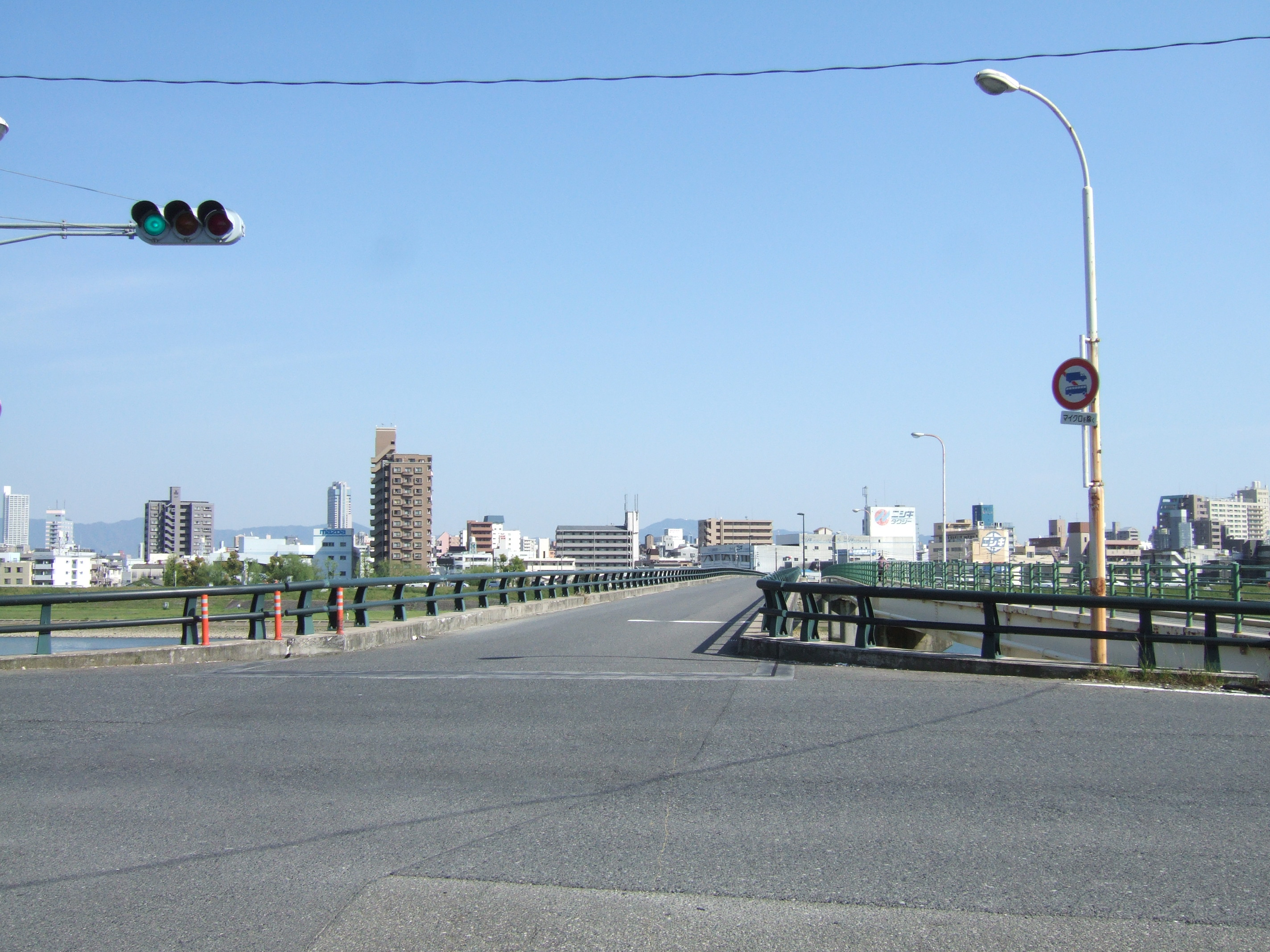
橋上を西詰より

山手橋（やまてばし）は、広島県広島市の太田川（太田川放水路）にかかる道路橋。

## 概要
市道西1区265号線に架かる橋。上流側に山陽新幹線および山陽本線が通るJR鉄道橋、下流側に広島高速4号線（市道広島西風新都線）が通る広島西大橋がある。
車道専用橋であり、下流側に幅員2.0mの人道橋（歩道橋）を併設している。
元々この地にあった橋が、太田川放水路改修工事に伴い1963年に架けなおされた。その後歩道橋を併設し、幅員を4.0mから5.5mに拡幅工事を行っている。

## 諸元
- 路線名：広島市道西1区265号線[3]
- 橋長：276m[2][4]
- 支間長 : 43.5m + 3@63.0m + 43.5m[4]
- 幅員：5.5m[2]（7.6m[3])
- 橋梁形式：5径間連続有ヒンジPCラーメン箱桁橋（ディビダーク工法）[2][4]
  - 拡幅にあたり、PC外ケーブル＋炭素繊維シートによる補強[2]
- 竣工年 : 1963年（昭和38年）12月[4]、2004年（平成16年）拡幅[2]
- 施工 : 住友建設（現三井住友建設）[2]
- 備考 : 建設は建設省（現国土交通省）、維持管理は広島市[2]。竣工時の幅員は4.0m[2][4]。

## 歴史

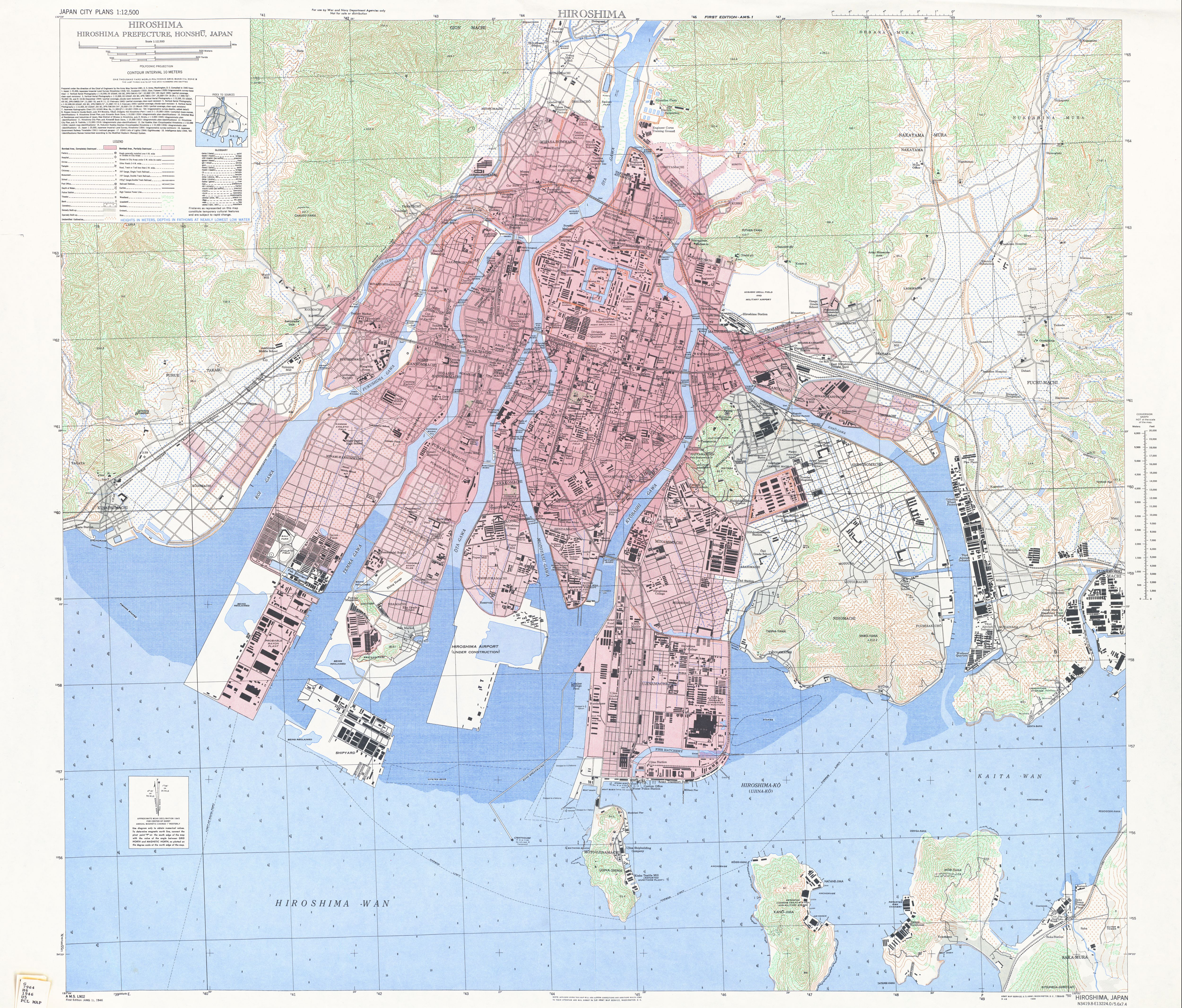
1945年米軍作成の広島市地図。地図左上に"YAMATECHŌ"（山手町）があり、そこから左斜め下にある橋が金鋳橋、そこから真下にある南北方向にかかる橋が当時の山手橋。

元々この場所には「山手川」が存在した。太田川が形成した広島三角州内の西端に位置した川で、現在の放水路よりかなり狭い川であった。広島は広島城開城以降に開発されていったものの、江戸時代は防犯のため城下に架橋規制が引かれていたことから、山手川には西国街道筋の己斐橋のみ架かっていた状況であった。
戦前の山手橋は、現在とは違う位置に架橋されていた。戦前にこの位置付近にあったのは「金鋳橋（あるいは南三篠橋）」であり、山手橋は山手川と福島川の中間合流で南北方向にかかる橋（右地図参照）、つまり現在の中広大橋付近に存在した。1925年（大正14年）6月製版の地図には書かれておらず、誠文堂新光社『日本地理風俗大系 第10巻』にある1930年ごろの地図にも書かれておらず、1936年（昭和16年）『広島都市計画緑地配置図』には書かれている。つまり、山手橋は1930年代前半に架橋されている。当時の橋梁形式は不明。
1945年（昭和20年）8月6日に広島市への原子爆弾投下により被爆。爆心地から1,980mに位置した 。その当時、山手橋は落橋していたのか幅2間（約3.6m）ほどの仮板橋が架けられていたため爆風で吹っ飛んだ。
戦後、山手川と福島川の間にあった中州を浚渫し河川幅を拡幅する「太田川放水路改修工事」が行われ、戦前の山手橋付近は埋め立てられ、新しく建設省により現橋のものに架けなおされた。1963年（昭和38年）12月竣工。橋種はプレストレスト・コンクリート橋を採用、当時では国内での施工実績の少なかったディビダーク工法（橋脚からヤジロベエのように張り出しながら打設していく工法）が採用された。現在は市に移管している。
なお当時は橋上に待避所が2箇所あったのみで、1977年（昭和52年）下流側に歩道橋を併設し車道専用橋としたものの、交通量増大に伴い幅員4mの狭さが問題となった。交通渋滞解消のため、当時は朝の7時から9時の間は旧市内方向のみの一方通行と規制されていた。架替を含めた協議の結果、現橋幅員を5.5mに拡幅することが決定し、2002年（平成14年）12月から工事を開始、2004年（平成16年）に再開通した。総工費約5億5千万円。

## ギャラリー

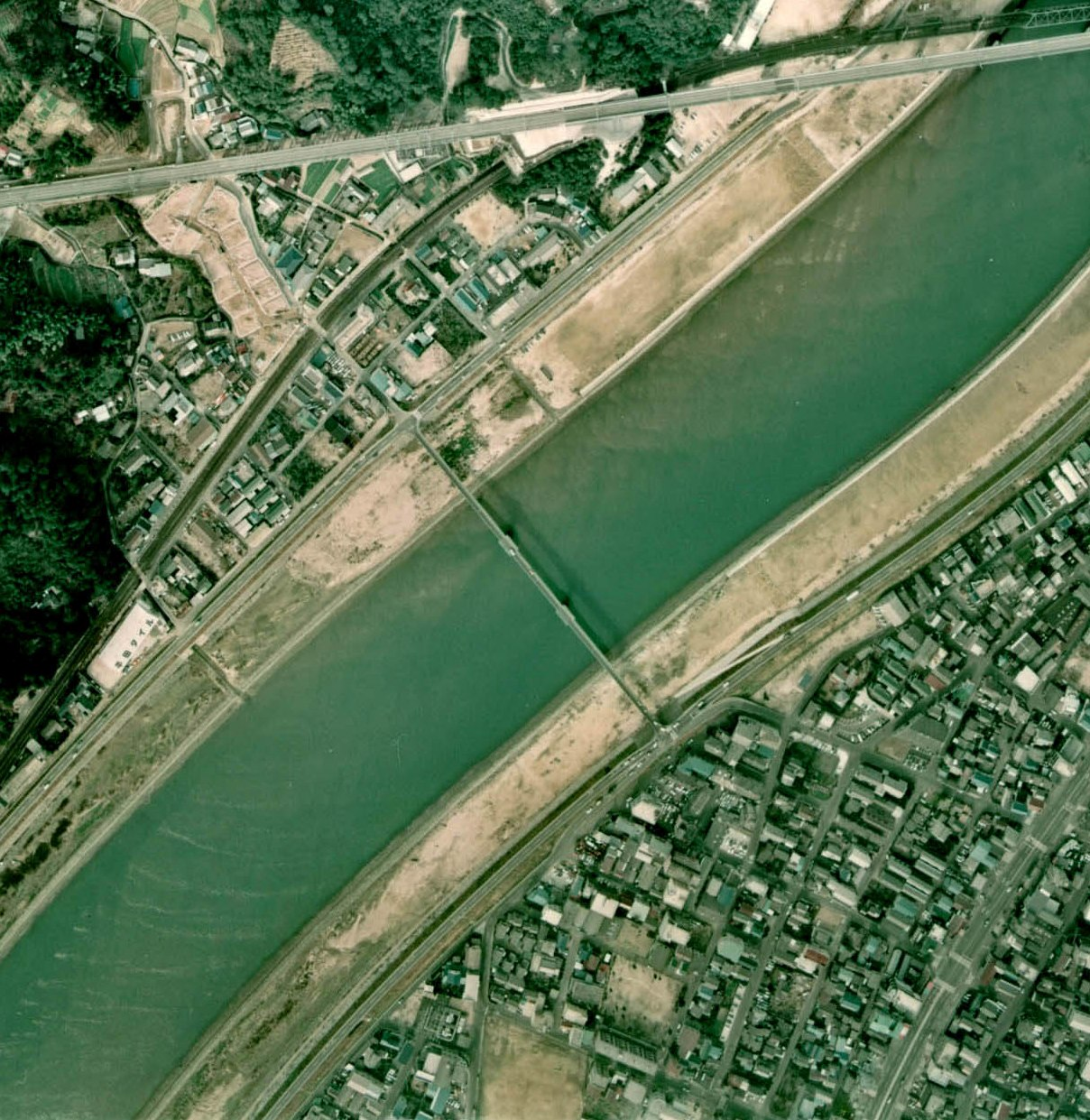
1974年[11]。歩道橋併設前、現橋拡幅前。
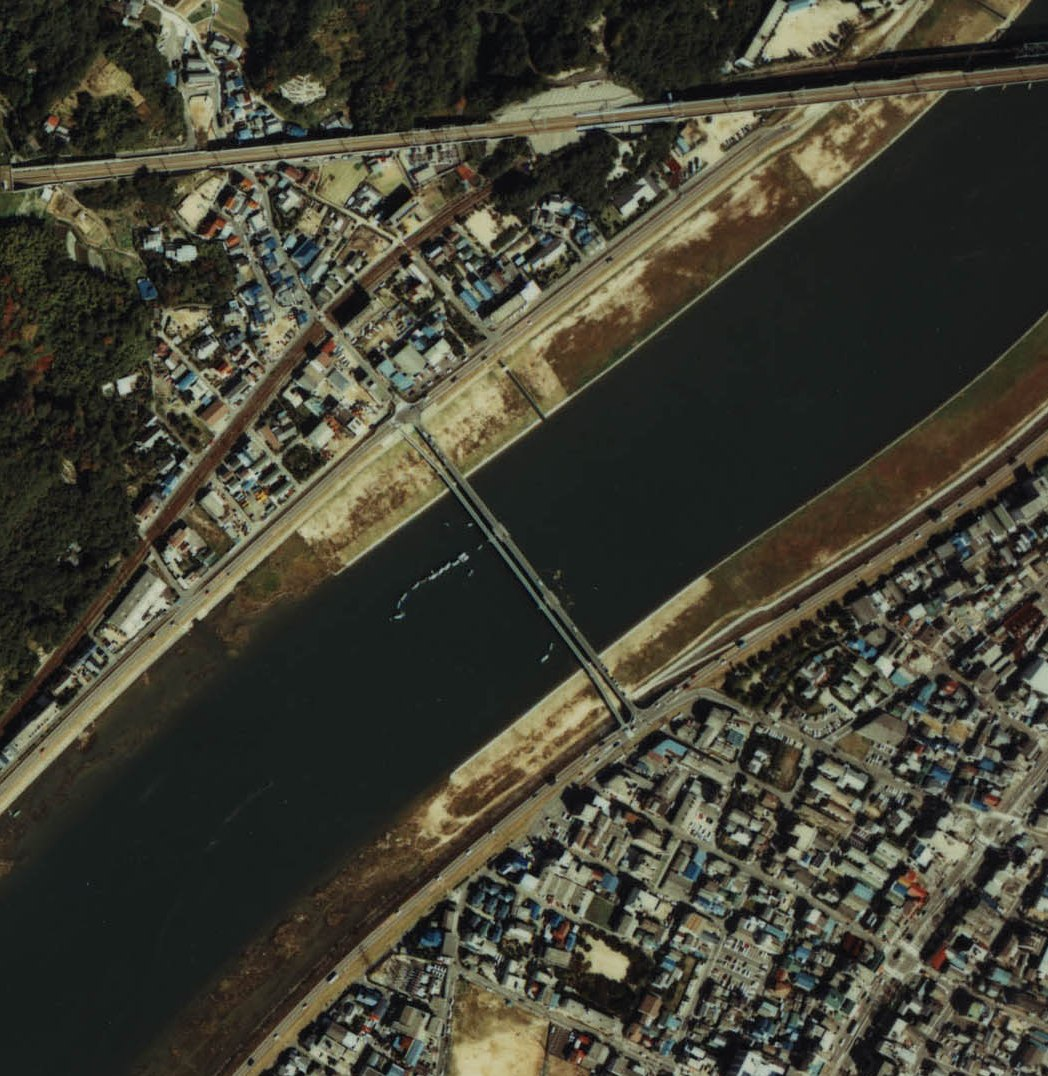
1981年[11]。歩道橋併設後、現橋拡幅前。

## 参考資料
- 平成15年度全建賞 (2003年). “山手橋拡張工事” (PDF).   全日本建設技術協会. 2013年12月21日閲覧。
- 広島市『広島原爆戦災誌』（PDF）（改良版）、2005年（原著1971年）。オリジナルの2013年12月3日時点におけるアーカイブ。2013年12月21日閲覧。